# Boreto
Em química um boreto é um composto entre o elemento boro e um elemento menos eletronegativo. É um grupo muito grande de compostos que são geralmente de ponto de fusão alto e não iônicos na natureza. Alguns boretos exibem propriedades físicas muito úteis, como alta dureza. O termo boreto é também livremente aplicado para compostos como B12As2 (Nota: o arsênio tem uma eletronegatividade mais alta que o boro) que é frequentemente citado como boreto icosaédrico.

## Variedades de compostos
Os boretos podem ser classificados sem rigor como ricos em boro rico ou ricos em metal, por exemplo, o composto YB66 em um extremo até Nd2Fe14B no outro. A definição geralmente aceita é que se a proporção de átomos de boro de átomos de metal é 4:1 ou mais o composto é rico em boro, se é menor, então é rico em metal.

### Boretos ricos em boro (B:M 4:1 ou mais)
Os principais grupos de metais, lantanídeos e actinídeos formam uma larga variedade de boretos ricos em boro, com razões metal:boro até YB66.
As propriedades deste grupo variam de um composto para o próximo, e incluem examplos de compostos que são semicondutores, supercondutores, diamagnéticos, paramagnético, ferromagneéticos ou anti-ferromagnético. Eles são principalmente estáveis e refratários.